# Acusilau de Rodes
Acusilau (grec antic: Ἀκουσίλαος, llatí: Acusilaus) va ser un esportista grec nadiu de Rodes que va obtenir un triomf en boxa als jocs olímpics cap a la segona meitat del segle v aC. Era fill del gran esportista Diàgores de Ialisos i germà de Damaget, que va ser campió de pancraci el mateix dia. Una germana seva, Cal·lipatira, va ser la primera dona que va ser autoritzada a entrar al camp d'esports per veure els Jocs Olímpics, atès que fins aquell moment l'accés estava prohibit a les dones. Per aquest fet, es va erigir un grup d'estàtues de tota la família al Pelopi d'Olímpia.